# Tadeusz Aziewicz

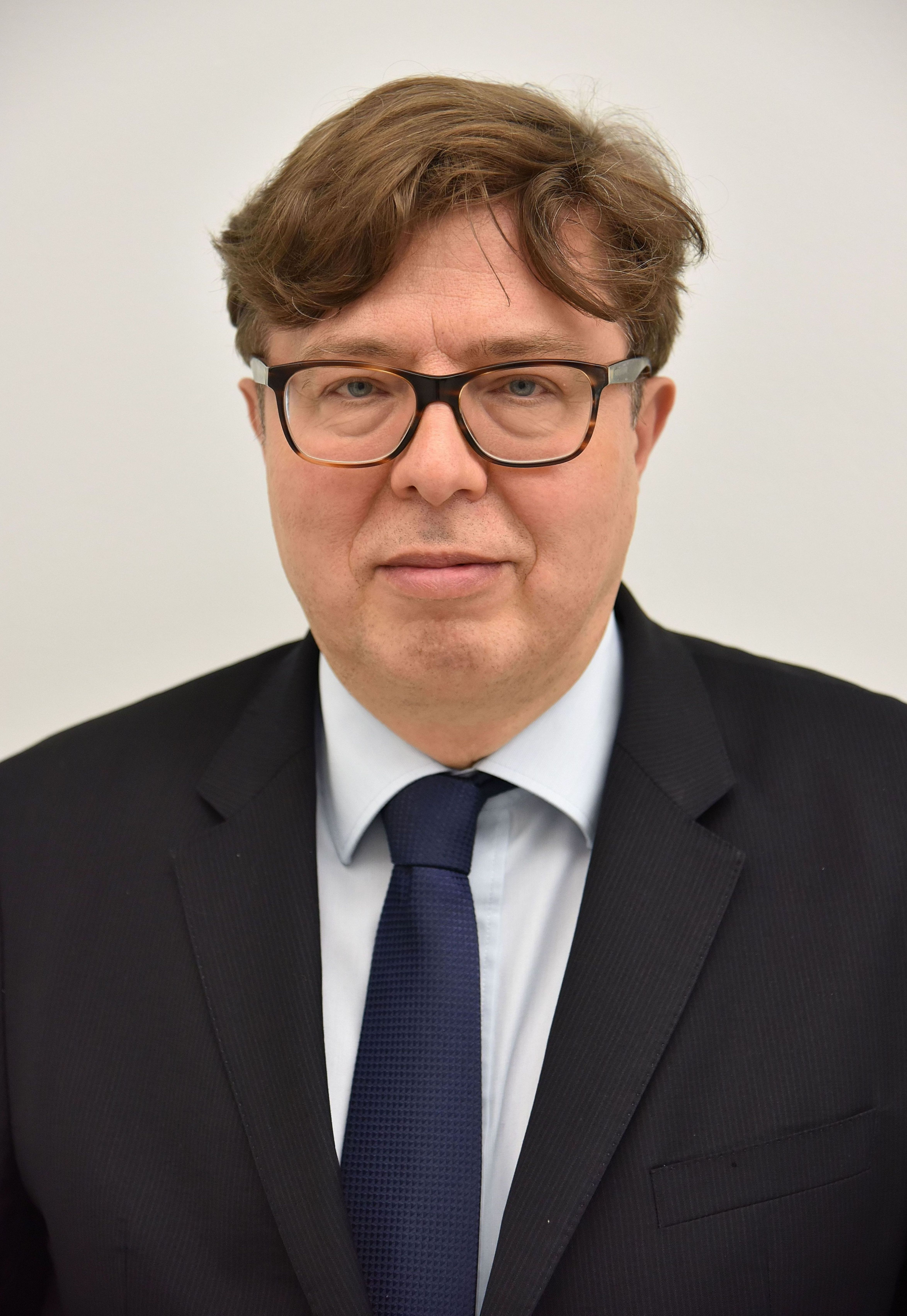
Tadeusz Aziewicz (2016)

Tadeusz Aziewicz (* 31. Oktober 1960 in Sopot) ist ein polnischer Politiker der Platforma Obywatelska (Bürgerplattform). Er gehörte von 2005 bis 2023 dem Sejm in der V., VI., VII., VIII. und IX. Wahlperiode an.

## Leben und Beruf
Tadeusz Aziewicz absolvierte ein Studium an der Universität Danzig an der Fakultät für Transportwirtschaft (Wydział Ekonomiki Transportu). Anschließend war er von 1987 bis 1995 am Institut für Theoretische Ökonomie der Universität tätig. Zugleich war er von 1987 bis 1989 Mitarbeiter der Beratungsfirma von Jan Krzysztof Bielecki und  von 1989 bis 1990 Redakteur der Zeitung Tygodnik Gdański. Vvon 1991 bis 1998 war er Mitarbeiter am Instytut Badań nad Gospodarką Rynkową (Institut für Marktwirtschaft). Anschließend war er von 1998 bis 1991 Präsident des Amtes für Konkurrenz- und Verbraucherschutz Polens.
Tadeusz Aziewicz ist verheiratet.

## Politik
In den 1980er Jahren engagierte sich Aziewicz in der Oppositionsbewegung. Gemeinsam mit Donald Tusk organisierte er das liberale Umfeld in der Trójmiasto und war Mitbegründer des Kongres Liberalno-Demokratyczny in Danzig.
1990 bis 1998 war er im Rat der Stadt Gdynia. Bei der Parlamentswahl 1991 kandidierte er erfolglos für die KLD zum Sejm. 1994 bis 1998 war er stellvertretender Vorsitzender des Sejmiks der Woiwodschaft Danzig. Nachdem er zwischenzeitlich der Unia Wolności angehört hatte, beteiligte er sich 2001 an der Gründung der Platforma Obywatelska.
Nachdem er bei der Parlamentswahl 2001 noch vergeblich kandidiert hatte, konnte er 2005 als Mitglied der PO einen Sitz im polnischen Sejm erringen. Bei der vorgezogenen Wahl 2007 zog er wiederum in den Sejm ein. Hier war er Mitglied der Kommission für Staatsvermögen. Auch 2011, 2015 und 2019 gelang ihm die Wiederwahl. Bei der Parlamentswahl 2023 verpasste er hingegen den Wiedereinzug in den Sejm.